# La Rierola (Oristà)
La Rierola és una masia situada al municipi d'Oristà a la comarca del Lluçanès. Molt a prop d'aquesta hi ha el Mas Rocaguinarda, on va néixer el famós bandoler Perot Rocaguinarda.